# تئودور پیشتک (بازیگر)
تئودور پیشتک (چکی: Theodor Pištěk; ۱۳ ژوئن ۱۸۹۵ – ۵ اوت ۱۹۶۰) بازیگر و کارگردان فیلم اهل کشور چکسلواکی بود.
از فیلم‌ها یا برنامه‌های تلویزیونی که وی در آن نقش داشته‌است می‌توان به قصه‌های چاپک، بازرس، فانوس، و خواهر آنجلیکا اشاره کرد.